# Nemer Hammad
Nemer Hammad (Acri, 1941 – Beirut, 29 settembre 2016) è stato un diplomatico e giornalista palestinese.

## Biografia
Nato in Palestina nel 1941, dopo la guerra arabo-israeliana del 1948 ha vissuto in Libano, dove ha frequentato gli studi superiori. 
Successivamente ha studiato all'Università del Cairo, per poi stabilirsi a Damasco. Sostenitore dell'Organizzazione per la Liberazione della Palestina dal 1967, ha lavorato per alcuni anni come giornalista, e nel 1974 è diventato rappresentante dell'OLP in Italia. Ambasciatore palestinese a Roma fino al 2005, nel 2008 era stato incaricato dal presidente Abu Mazen di riorganizzare la comunicazione palestinese.
È morto a Beirut nel 2016 dopo una lunga malattia.